# 电信科学技术研究院
电信科学技术研究院有限公司，是中华人民共和国一间从事电子信息系统装备开发、生产和销售的国有独资企业，前身为建立于1957年11月1日的邮电部邮电科学技术研究院，2017年12月29日完成公司化改制，现为中国信息通信科技集团有限公司子公司，亦是大唐电信科技股份有限公司的控股股东。

## 历史
1964年，主持了6401工程会战（微波设备研制和通信建设大会战）。1993年底，在当时的常务副部长朱高峰的力主下，分拆为电信科学技术研究院、电信科学规划研究院、邮政科学技术研究院。
1998年3月，九届全國人大一次会议批准，在邮电部和电子工业部的基础上建立信息产业部；研究院更名为信息产业部电信科学技术研究院。邮电部邮部［1998］326号文批准，电信院作为主发起人将其所属的软件研究开发中心、专用集成电路设计中心的全部资产及业务、四所与微波通信系统相关的经营性净资产和业务、五所与光通信系统相关的经营性净资产及五所下属的通信开发公司和信科公司的全部资产和业务、电信院原出租给西安大唐使用的生产线、以及电信院将其持有的西安大唐28.71％的权益投入；同时，十所投入其持有的西安大唐35.64％的权益；ITTI投入其持有的西安大唐34.65％的权益；以及其它发起人以现金出资投入共同发起；并向社会公众发行A股10,000万股，以募集设立方式成立大唐电信科技股份有限公司。2008年1月3日，大唐电信科技产业控股有限公司在北京揭牌成立。
2017年12月29日，按照《国务院办公厅关于印发中央企业公司制改制工作实施方案的通知》（国办发〔2017〕69号）等文件要求，电信科学技术研究院改制为电信科学技术研究院有限公司，由国务院国资委代表国务院履行出资人职责。2018年6月27日，經報國務院批准，武漢郵電科學研究院有限公司與電信科學技術研究院有限公司實施聯合重組，重组之后，两家公司将并入新成立的中国信息通信科技集团有限公司，新成立的公司總部將設在武漢，由國務院國有資產監督管理委員會代表國務院履行出資人職責，武漢郵科院與電信科研院均整體無償劃入新公司，成為新公司的子公司。

## 分支机构
- 邮电部邮电科学研究院第一研究所
- 邮电部邮电科学研究院第三研究所
- 邮电部邮电科学研究院第四研究所西安微波通信系统
- 邮电部邮电科学研究院第五研究所成都光通信系统
- 邮电部邮电科学研究院第六研究所
- 邮电部邮电科学研究院第七研究所
- 邮电部邮电科学研究院第九研究所
- 邮电部邮电科学研究院第十研究所成立于1969年，从事电话、电报自动交换专业技术研究
- 邮电部邮电科学研究院仪表研究所
- 邮电部邮电科学研究院武汉激光研究所 后独立为武汉邮电科学研究院
- 邮电部邮电科学研究院广州研究所
- 邮电部邮电科学研究院邮政研究所
- 邮电部邮电科学研究院数据通信技术研究所
- 邮电部邮电科学研究院半导体技术研究所
- 邮电部邮电科学研究院研究生部
- 邮电部邮电科学研究院通信技术发展研究中心
- 邮电部邮电科学研究院电信传输技术研究所
- 邮电部邮电科学研究院情报研究所

## 历任领导
- 卢宗澄
- 梁健
- 杨泰芳
- 叶云章
- 楼海日
- 熊秉群
- 周寰
- 真才基

（截止至2007年）

## 著名专家
- 邬贺铨
- 梁思永
- 韦乐平
- 刘韵洁
- 李世鹤
- 王晓云
- 李默芳